# Biskupiec-Kolonia Pierwsza
Biskupiec-Kolonia Pierwsza ist ein Ort in der polnischen Woiwodschaft Ermland-Masuren. Er gehört zur Gmina Biskupiec (Stadt-und-Land-Gemeinde Bischofsburg) im Powiat Olsztyński (Kreis Allenstein).

## Geographische Lage
Biskupiec-Kolonia Pierwsza liegt an der nordöstlichen Grenze zur Stadt Biskupiec (deutsch Bischofsburg) in der westlichen Mitte der Woiwodschaft Ermland-Masuren, 35 Kilometer nordöstlich der Kreis- und auch Woiwodschaftshauptstadt Olsztyn (Allenstein).

## Geschichte
Über die Geschichte der Osada (= „Siedlung“) Biskupiec-Kolonia Pierwsza (= „1“) liegen keine Belege vor. Es handelt sich bei ihr wie auch bei der Biskupiec-Kolonia Druga (= „2“) und der Biskupiec-Kolonia Trzecia (= „3“) um die Siedlungsform eines Ausbaus oder auch Abbaus, d. h. von Orten, die entfernt vom eigentlichen (Stadt-)Gebiet liegen. Solche Orte werden seit 2021 als Osada gewertet.
Biskupiec-Kolonia Pierwsza ist vermutlich erst in den letzten Jahrzehnten des 20. Jahrhunderts entstanden. Innerhalb der Gmina Biskupiec ist sie mit den anderen beiden Ortschaften im Sołectwo (= „Schulzenamt“) Biskupiec-Kolonia verbunden.
Biskupiec-Kolonia Pierwsza ist eine Ortschaft in der Stadt-und-Land-Gemeinde Biskupiec (Bischofsburg) im Powiat Olsztyński (Kreis Allenstein), bis 1998 der Woiwodschaft Olsztyn, seither der Woiwodschaft Ermland-Masuren zugehörig.

## Kirche
Kirchlich ist Biskupiec-Kolonia Pierwsza sowohl evangelischer- als auch römisch-katholischerseits mit der Stadt Biskupiec verbunden.

## Verkehr
Biskupiec-Kolonia Pierwsza liegt am Ende einer Nebenstraße, die im Stadtgebiet Biskupiec von der Woiwodschaftsstraße 596 abzweigt und als ulica Żytnia sowie ul. Złota bis zur Stadtgrenze und darüber hinaus verläuft. Eine Bahnanbindung besteht nicht.